# Karl Heinrich Caspari
Karl Heinrich Caspari (* 16. Februar 1815 in Eschau; † 10. Mai 1861 in München) war ein deutscher evangelisch-lutherischer Geistlicher, Theologe und Schriftsteller.

## Leben
Caspari war Sohn des Eschauer Pastors Wilhelm Daniel Caspari, der dort von 1814 bis 1847 wirkte, und dessen Gattin Elisabeth geborene Heyl (1780–1847). Karl Heinrich hatte drei Geschwister, darunter Friedrich, der Opernsänger wurde.
Caspari besuchte zunächst die Schule in Eschau, dann die Gymnasien in Aschaffenburg, Nürnberg und Schweinfurt. Anschließend studierte er Theologie und Philologie an der Universität Erlangen und absolvierte das Predigerseminar in München. 1839 trat er das Vikariat in Würzburg an, bevor er eine Stellung als Pfarrer und Religionslehrer in Kissingen annahm, ab 1. Juni 1844 bis 1848 eine solche in Sommerhausen.
Caspari heiratete 1844, noch in Kissingen, Sophie Vogel. Aus der Ehe gingen die Söhne Walter und Alfred hervor. Walter wurde Theologe, Universitätsprediger und Theologieprofessor in Erlangen.
Caspari kehrte nach seines Vaters Tod am 19. August 1847 auf Wunsch der dortigen Gemeinde nach Eschau zurück. Dort wirkte er bis September 1852, als er auf eine Pfarrstelle in Kulmbach wechselte. In Kulmbach wirkte er von September 1852 bis Oktober 1855. Anschließend erfolgte seine Ernennung zum zweiten evangelischen Stadtpfarrer von München. Hier verblieb er bis zu seinem Tod. Er wurde auf dem alten Südfriedhof beigesetzt.
Er erzielte mit seinen Schriften und insbesondere mit seinem Katechismus große schriftstellerische Erfolge. Sie erschienen teilweise in über zehn Auflagen.
Der Theologieprofessor Walter Caspari war sein Sohn, Wilhelm Caspari sein Enkel.

## Werke (Auswahl)
- Der Schulmeister und sein Sohn. Eine Erzählung aus dem dreißigjährigen Kriege. Steinkopf, Stuttgart 1859 (Digitalisat)
- Christ und Jude. Eine Erzählung aus dem 16. Jahrhundert für das deutsche Volk in Stadt und Land. Deichert, Erlangen 1861 (Digitalisat).
- Des Gottesfürchtigen Freud und Leid. Wochenpredigten über den Psalter. Bevorwortet von Fr. Delitzsch. Bläsing, Erlangen 1863. (books.google.de).
- Geistliches und Weltliches zu einer volksthümlichen Auslegung des kleinen Katechismus Lutheri in Kirche, Schule und Haus. 2. Auflage. Bläsing, Erlangen 1864 (books.google.de)
- Alte Geschichten aus dem Spessart. 2. Auflage. Steinkopf, Stuttgart 1859 (books.google.de).